# James Findlay (homme politique ontarien)
Pour les articles homonymes, voir James Findlay et Findlay.
James Findlay (16 mai 1833-23 juillet 1923) est un homme politique canadien de l'Ontario. Il est député fédéral conservateur de la circonscription ontarienne de Renfrew-Nord de 1872 à 1874.

## Biographie
Né à Châteauguay dans le Bas-Canada, Findlay est l'éditeur et le propriétaire du Pembroke Observer.
Candidat défait lors de l'élection partielle de 1869 dans Renfrew-Nord, il est élu en 1872. Ne se représentant pas en 1874, il tente sans succès un retour en 1878 et en 1887.
Findlay meurt à Pembroke à l'âge de 90 ans.